# 室堂站

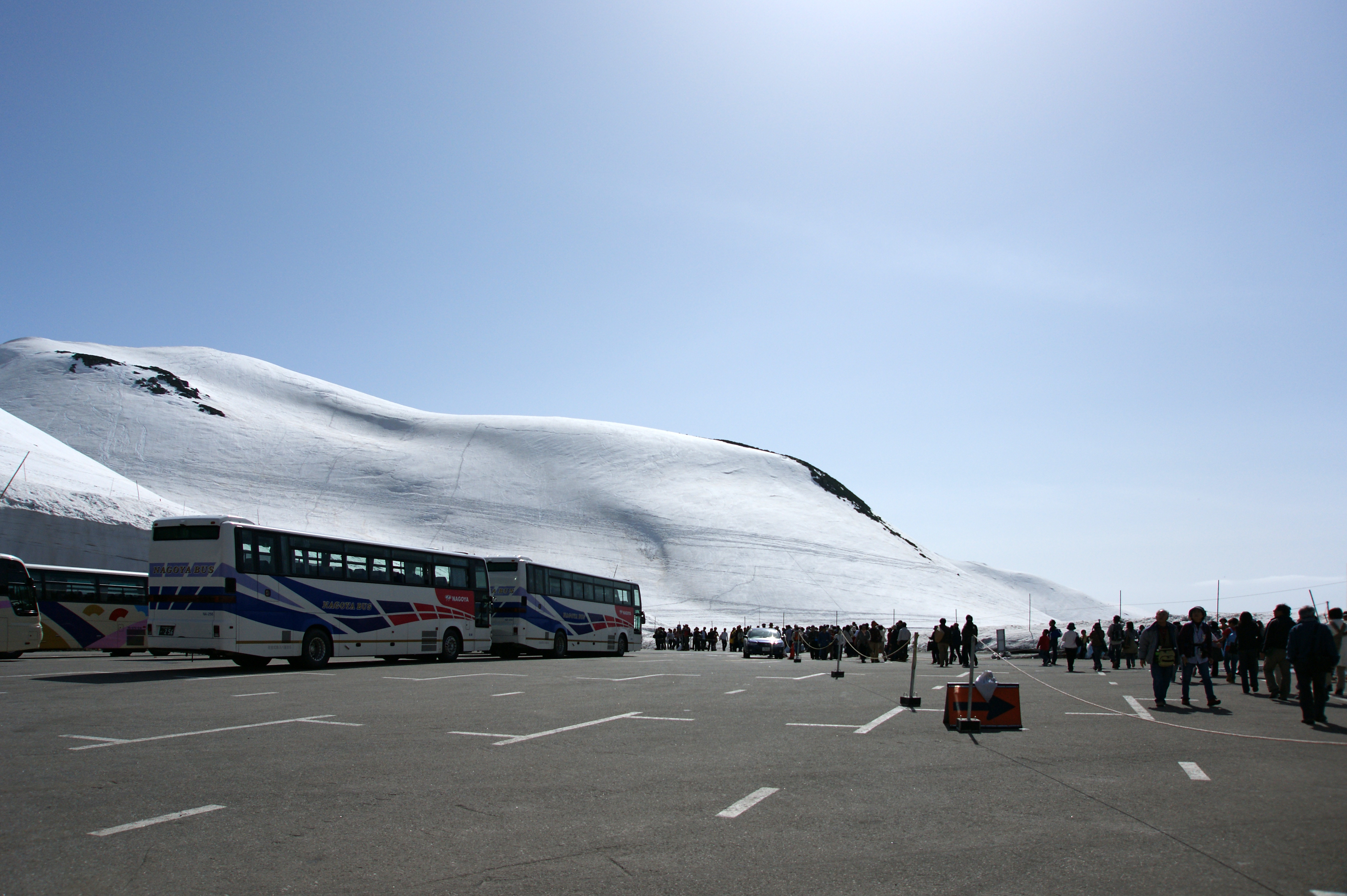
室堂巴士總站

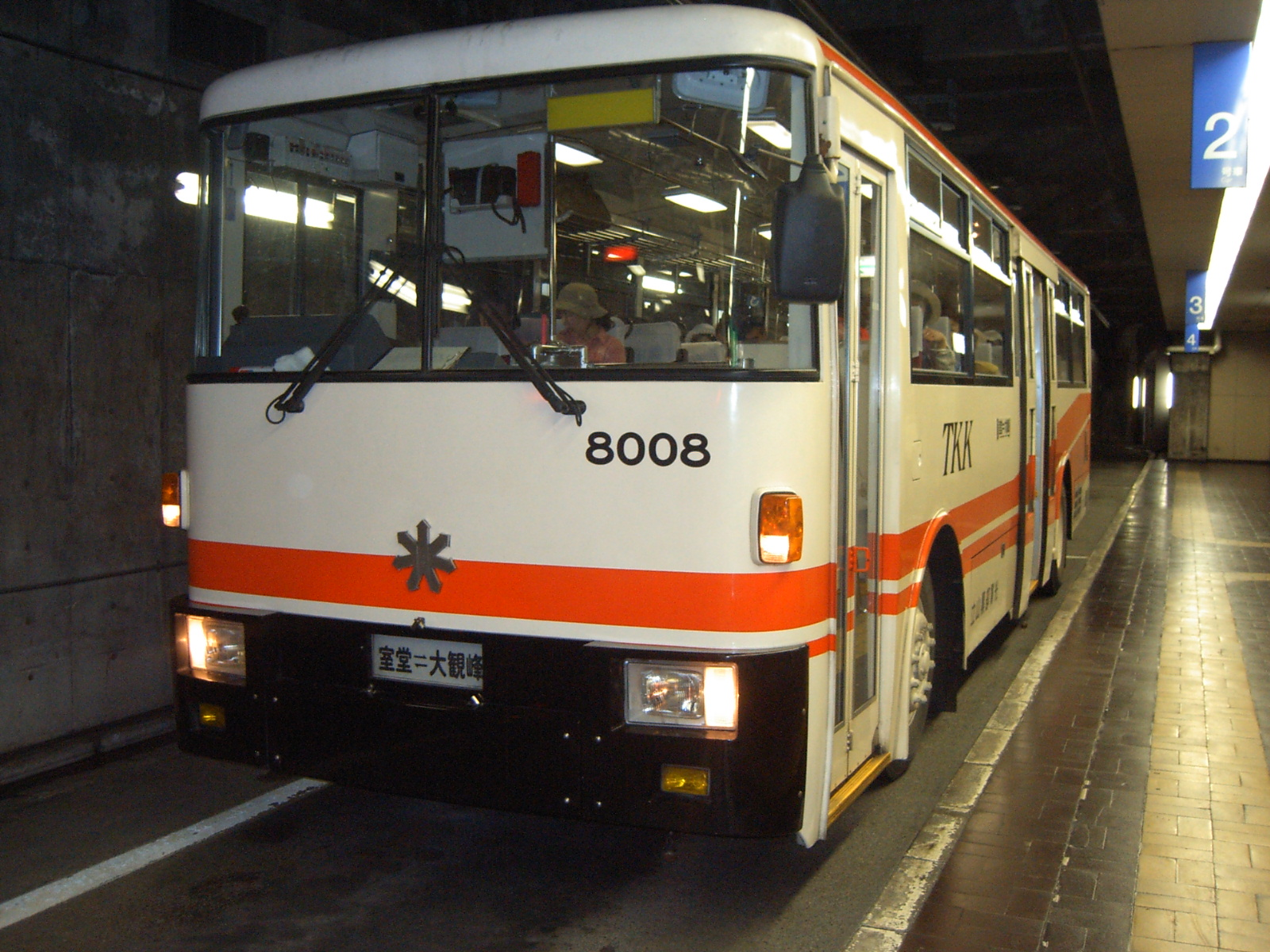
月台（2005年8月）

室堂站（日语：／ Murodo eki */?）曾是位於富山縣中新川郡立山町蘆峅寺，立山黑部貫光立山隧道無軌電車的車站。車站在立山黑部阿爾卑斯山脈路線上。車站鄰接立山高原巴士室堂巴士總站。该车站于2024年12月1日伴随立山隧道無軌電車关闭而废除。

## 歷史
- 1971年（昭和46年）4月25日 車站啟用。由於由時使用柴油巴士行走，因此當時為一座「巴士總站」。
- 1996年（平成8年）4月23日 立山隧道內的巴士服務轉為無軌電車，因此此站成為鐵道事業法（日语：鉄道事業法）下的車站。
- 2024年（令和6年）12月1日 伴随立山隧道无轨电车关闭而不再适用铁道事业法。

## 停靠此處的交通路線
- 立山黑部貫光
  - 立山高原巴士（巴士路線）
- 富山地方鐵道
  - 前往富山機場、富山站（室堂直通巴士）※季節性行走
  - 前往黑部宇奈月溫泉站、宇奈月溫泉（高山Liner）※季節性行走，逢星期六及日行走

## 車站構造
車站大樓是一座三層高鋼筋混凝土建造的建築物。與立山隧道入口一體化構造。
- 1樓 無軌電車、立山高原巴士乘車處
- 2樓 餐廳
- 3樓 觀景台、步行道出入口

## 其他特徴
- 車站位於立山的室堂平，為日本海拔最高鐵路車站（海拔2,450米）。如果計算索道在內，日本海拔最高車站是在中央阿爾卑斯觀光（日语：中央アルプス観光）駒岳索道（日语：駒ヶ岳ロープウェイ）的千疊敷站（海拔2,611.5米）。
- 此站被選為第1回中部車站百選。

## 車站周邊

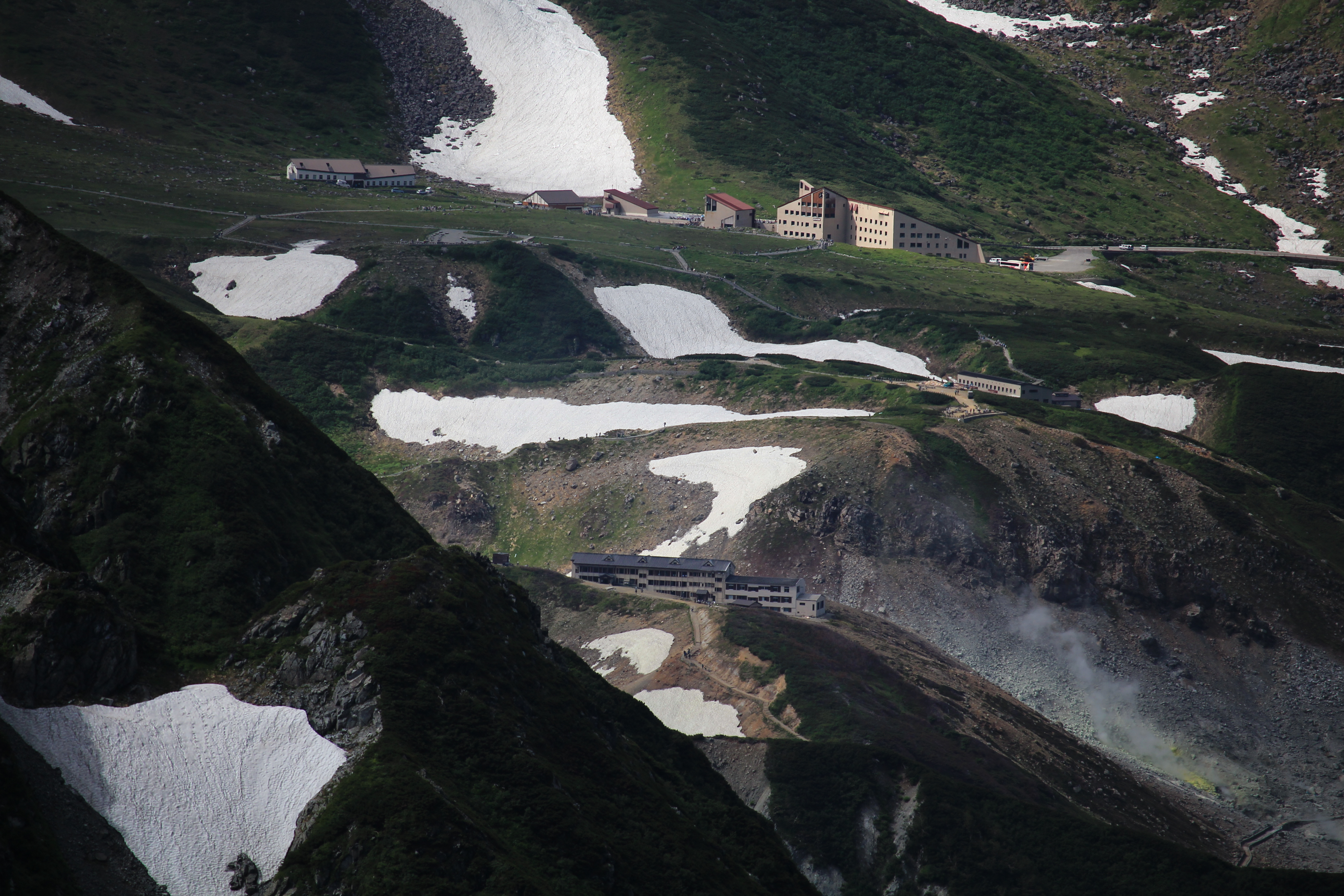
從劍岳的早月尾根上部望向室堂和地獄谷 (立山町)，前方為雷鳥莊，右後方為御庫裏池溫泉，最後方從左邊起分別是室堂小屋、立山酒店與室堂站

- 立山酒店（日语：ホテル立山）（鄰接室堂站）
- 立山室堂（室堂小屋）
- 御庫裏池溫泉（日语：みくりが池温泉）
- 地獄谷（日语：地獄谷 (立山町)）
- 奧大日岳（日语：奥大日岳）

## 其他
室堂巴士總站內使用的自來水是來自建設立山隧道時，從破碎地帶噴出的泉水。

## 相鄰車站
立山黑部貫光
立山隧道無軌電車
室堂－大觀峰
- 在此站至大觀峰站之間，於2013年度[4]前曾經設有雷殿站。

## 注腳
1. ↑  1965年（昭和40年）7月16日運輸省告示第242号「専用自動車道の工事施工を認可した件」
2. ↑  . 日本経済新聞社. 2024-04-15  [2024-12-02]. （原始内容存档于2024-04-26） （日语）.
3. ↑  みず （页面存档备份，存于）（日語）
4. ↑  立山黒部アルペンルート 2014安全報告書PDF（日語），p.5。

## 外部連結
- 立山室堂 （页面存档备份，存于）（日語） - 立山黑部阿爾卑斯山脈路線